# Branko Kostić
Branko Kostić (en serbio cirílico: Бранко Костић) (Rvaši, Cetiña, 28 de agosto de 1939 - Podgorica, 20 de agosto de 2020) fue un político montenegrino.  Presidente de la República Socialista de Montenegro (1989-1990), y presidente interino de la República Federal Socialista de Yugoslavia (1991-1992).

## Carrera política
Ejerció como Presidente de la República Socialista de Montenegro de marzo de 1989 hasta diciembre de 1990. Posteriormente fue presidente interino de la República Federal Socialista de Yugoslavia entre 1991 y 1992. 
Fue miembro de la Liga de Comunistas de Montenegro hasta 1990, después de que se uniera al Partido de los Socialistas Democráticos de Montenegro. El 16 de mayo de 1991 pasó a ser miembro de la Presidencia Colectiva de la República Federal Socialista de Yugoslavia.
Fue un fuerte defensor de la unidad serbio-montenegrina. Cuando un reportero le preguntó cual era la diferencia entre montenegrinos y serbios, respondió: "una inmensa mayoría de los montenegrinos dicen ser serbios, mientras que gran parte de los serbios se niegan a decir que son montenegrinos".